# NGC 5479
NGC 5479 في الفهرس العام الجديد، هي مجرة، تقع في كوكبة الدب الأصغر. اكتشفت في 11 يونيو 1884 بواسطة لويس سويفت.

## روابط خارجية
- NGC 5479 على موقع ويكي سكاي: DSS2, SDSS, GALEX, IRAS, Hydrogen α, X-Ray, Astrophoto, Sky Map, Articles and images